# Главный вокзал Лейпцига
Главный вокзал Лейпцига (нем. Leipzig Hauptbahnhof) — железнодорожный вокзал в немецком городе Лейпциг в федеральной земле Саксония. Открытый в 1915 году, лейпцигский вокзал относится к высшей, первой категории немецких вокзалов. На сегодняшний день он имеет в общей сложности 23 действующих железнодорожных пути, два из которых проложены под землёй для поездов S-Bahn, ещё один путь является музейным. По занимаемой площади (83 640 м²) он считается крупнейшим вокзалом в Европе; его главный фасад, обращённый к историческому центру Лейпцига, имеет в длину 298 метров. При этом по пассажиропотоку он занимает лишь двенадцатое место среди немецких вокзалов с транспортным сообщением дальнего следования.
В пределах городской агломерации Лейпциг—Галле лейпцигскому вокзалу принадлежит ключевая роль в системе регионального железнодорожного пассажирского сообщения нем. S-Bahn Mitteldeutschland, практически все поезда которого проходят по Сити-туннелю, проложенному под центром города (с декабря 2013 года).

## Исторический очерк
Проблема главного вокзала, объединяющего основные железнодорожные линии города, стала актуальной в связи со скачкообразным ростом населения Лейпцига во второй половине XIX века: до 450 000 человек в период с 1871 по 1899 годы (более чем в 4 раза). Также и пассажиропоток в пределах лейпцигского железнодорожного узла вырос до более чем 6 млн человек в год; немаловажную роль здесь играла Лейпцигская ярмарка, привлекавшая всё большее число посетителей.
После долгих дискуссий в 1880-е годы к рубежу XIX и XX столетий было принято решение о строительстве, закреплённое в договоре 1902 года. В 1906 году был объявлен архитектурный конкурс, в котором, в общей сложности, приняли участие 76 архитекторов. Первая премия была поделена между проектами Юргена Крёгера из Берлина и Вальтера Вильяма Лоссова и Макса Ганса Кюне из Дрездена. После незначительных корректур за основной план был принят вариант саксонских архитекторов.
Местом строительства была выбрана площадка на северной границе исторического города, где к тому времени функционировали Дрезденский, Тюрингенский и Магдебургский вокзалы, каждый из которых подчинялся своему особому ритму работы. При этом Тюрингенский вокзал был закрыт уже на стадии проектирования, 1 октября 1907 года, чтобы освободить место для начала строительных работ, старт которым был дан 16 ноября 1909 года. Согласно плану, вокзал должен был открыться в 1914 году, однако этот срок не удалось соблюсти из-за забастовки рабочих 1911 года.
Первый поезд (из Корбеты) прибыл на новый вокзал в его уже почти готовой западной части ещё на стадии строительства — 1 мая 1912 года; в тот же день было открыто сообщение на Цайц и в Тюрингию. 20 сентября с нового вокзала отправились поезда на Галле, 1 октября — на Берлин, и баварский Хоф, 1 февраля 1913 года — на Дрезден и Хемниц.
К официальному завершению строительства 4 декабря 1915 года Главный вокзал Лейпцига с его в общей сложности 31 железнодорожным путём был одним из крупнейших вокзалов в мире. Общая сумма строительных работ составила 137,05 млн марок, из которых 54,53 млн пришлись на долю Саксонии, 55,66 млн — Пруссии, 5,76 млн — Имперской почты, и 21,1 млн — на город Лейпциг. Вероятно, одной из главных особенностей нового вокзала было его фактическое (административное и логистическое) разделение между Прусскими и Саксонскими железными дорогами (вплоть до 1934 года): «прусской» считалась западная часть вокзала, «саксонской» — восточная. Это нашло своё отражение, в том числе, в техническом оснащении: в то время как Прусские железные дороги ограничились лишь модернизацией существовавших технических устройств и подъездных путей, Саксонские железные дороги закупили для своих линий новейшее электротехническое оборудование.
В системе имперских железных дорог Лейпцигский вокзал с его 156 отправлениями дальних поездов в день был в 1939 году четвёртым по значимости вокзалом в стране (после Берлина, Кёльна и Франкфурта-на-Майне).
Во Второй мировой войне вокзал, как минимум, дважды стал объектом авиаударов союзников: 4 декабря 1943 года, когда была почти полностью уничтожена товарная станция вместе с подвижным составом, и 7 июля 1944 года, когда в результате прямого попадания обрушились массивные своды западной части здания. При этом вокзал продолжал свою работу вплоть до апреля 1945 года, и затем уже с конца мая того же года возобновил свою деятельность.
В 1954 году, после предшествовавших срочных работ по разбору завалов, Совет Министров ГДР принял решение о полном восстановлении вокзала в Лейпциге, учитывая его повышенную значимость в транспортной системе республики.
В 1994 году, после политического объединения Германии лейпцигский вокзал, наряду с вокзалом Кёльна, стал пилотным проектом по превращению вокзальных зданий в многофункциональные транспортно-торговые комплексы. Реконструированный вокзал с совмещённым двухэтажным торговым центром и встроенной парковкой (на месте 24-26 путей) был открыт 12 ноября 1997 года.
В 2011 году негосударственное общественное объединение нем. Allianz pro Schiene присудило лейпцигскому вокзалу титул «Вокзал года» в номинации Вокзал крупного города.
Другим важным событием на территории лейпцигского вокзала стало открытие в декабре 2013 года так называемого Сити-туннеля для городских и региональных электропоездов,  напрямую соединившего главный вокзал с лежащим к югу от исторического центра Баварским вокзалом.
В период с 2012 по 2015 годы на территории вокзала проводились масштабные работы в рамках «Инфраструктурного проекта „Германское единство“ № 8» (нем.  Verkehrsprojekts Deutsche Einheit Nr. 8) по модернизации подъездных путей и остановочных платформ, как подготовка к запуску нового участка высокоскоростной магистрали Берлин-Мюнхен (открыт в середине декабря 2015 года), что по плану должно значительно ускорить прибытие и отправку поездов в направлении Берлина, Мюнхена, Эрфурта и Франкфурта-на-Майне.

## Изображения
- Вид на вокзал с высоты птичьего полёта
- Вокзальный торговый комплекс перед Рождеством
- Один из перронов вокзала
- Музейная железнодорожная техника
- Переход к поездам S-Bahn
- Time lapse (2012 год)